# Stangeria eriopus

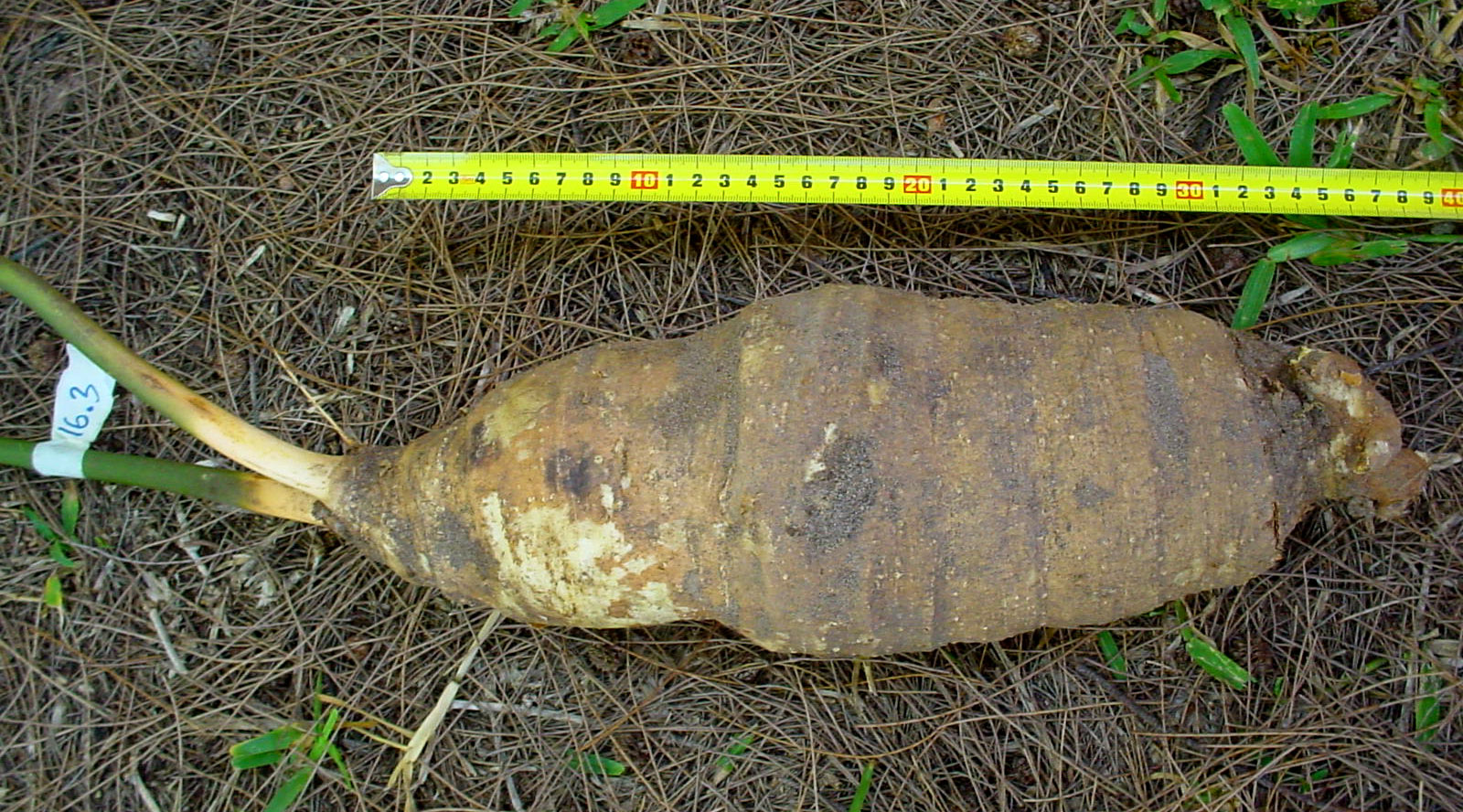
Unterirdischer Knollenstamm

Stangeria eriopus (xho: Umfingwani) ist eine Pflanzenart der Palmfarne (Cycadales); sie ist die einzige Art der monotypischen Gattung Stangeria. Die Art ist endemisch in einem schmalen Streifen an der Ostküste Südafrikas und dem südlichen Mosambik.

## Beschreibung
Stangeria eriopus ist ein sehr langlebiger, ausdauernder, immergrüner Palmfarn. Die Art hat 2n = 16 Chromosomen. Das Karyogramm zeigt zwölf metazentrische, zwei submetazentrische und zwei akrozentrische Chromosomen.

### Sprossachse und Wurzel
Sprossachse und Hauptwurzel bilden einen unterirdischen, karottenförmigen Stamm, oft auch als Knolle bezeichnet, der einen Durchmesser von 10 bis 25 Zentimetern erreicht. Die Spitze verzweigt sich gabelig in mehrere Sprossspitzen. Diese bilden am Beginn wollige Schuppen, die aber früh abfallen.
Wie auch bei anderen Palmfarnen werden mitunter auch korallenartige Wurzeln gebildet, in denen stickstofffixierende Bakterien, Bacillus radicola und Azotobacter sp., leben.

### Blätter
Die gestielten, gefiederten Laubblätter sehen Farnwedeln sehr ähnlich und werden zwischen 25 Zentimetern und zwei Metern lang. Allein die Hälfte der Länge macht der Blattstiel aus. Die jungen Blätter sind in Knospenlage eingeknickt, die Spitze erscheint aufgerollt. Junge Blätter sind mit kurzen, grauen Haaren übersät, die aber meist schnell abfallen und sich nur an der Blattstielbasis halten. Diese Trichome sind unverzweigt und transparent oder gefärbt. An jeder Sprossspitze wird immer nur ein Blatt auf einmal gebildet.
Die einzelnen Blättchen sind ledrig und sehr variabel in Textur und Größe. Sie stehen in fünf bis 20 gegenständigen Paaren. Die unteren sind kurz gestielt, wogegen die oberen jeweils an der Basis miteinander verwachsen sind. Die Nervatur ist für einen Palmfarn einmalig. Bei den anderen Palmfarnen die Blattadern einfach gabelig (dichotom), wohingegen bei Stangeria eriopus der Mittelnerv verdickt ist und die schwachen Seitennerven sich aus ihm verzweigen. Diese verzweigen sich ihrerseits mindestens ein, bis zu vier, weitere Male kurz am Mittelnerv.

### Zapfen, Bestäubung, Befruchtung und Samen

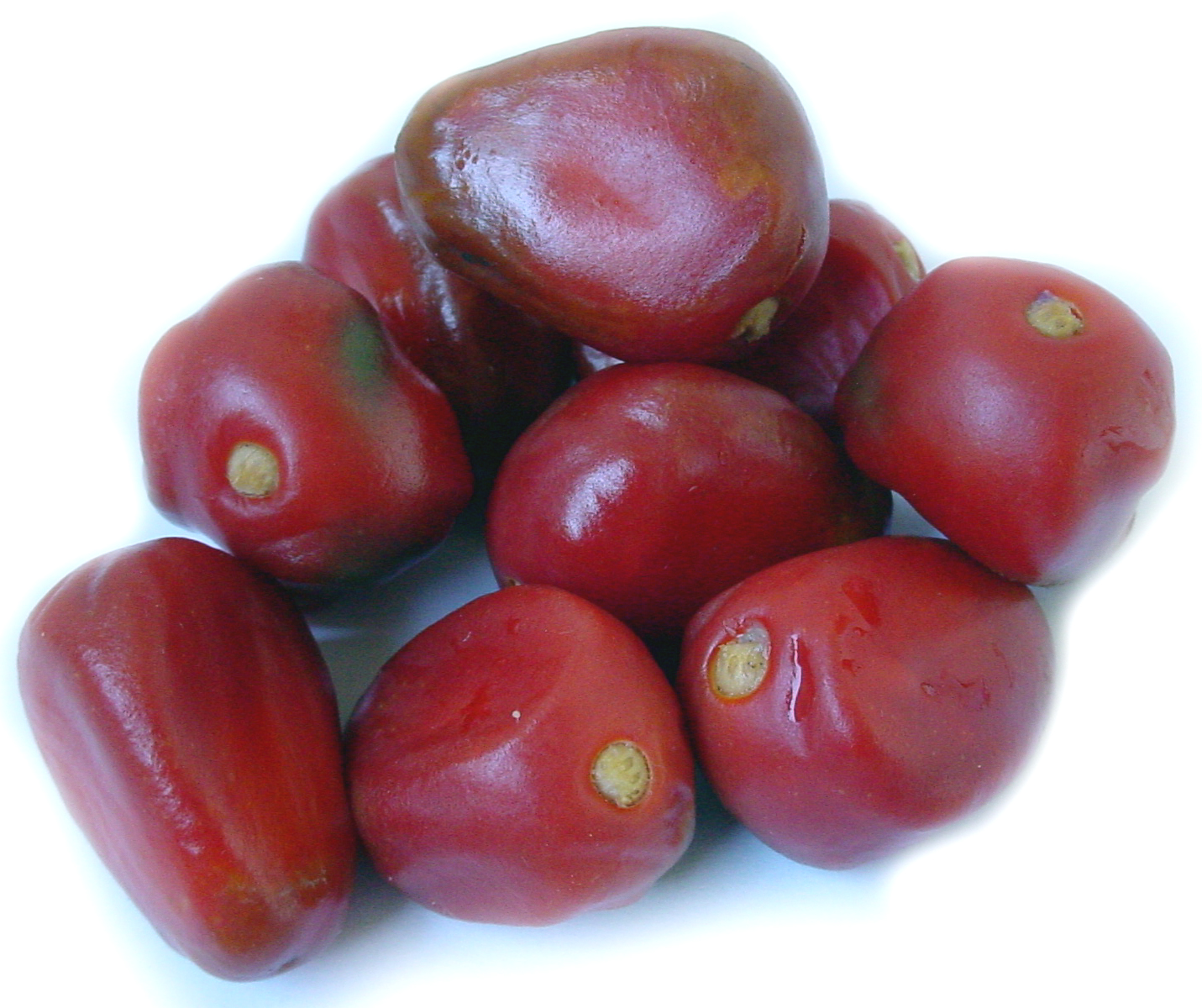
Samen

Wie alle Palmfarne ist Stangeria eriopus zweihäusig getrenntgeschlechtig, es gibt also männliche und weibliche Individuen (Diözie).
Sowohl die männlichen als auch die weiblichen Zapfen sind gestielt. Pro Meristem wird immer ein Zapfen ausgebildet. Die Pflanzen sind nach fünf bis sieben Jahren erstmals geschlechtsreif.
Der männliche Zapfen ist zylindrisch und verjüngt sich zur Spitze hin. Er erreicht einen Durchmesser zwischen 30 und 40 Millimetern und wird zwischen zehn und 25 Zentimetern lang. In der Jugend ist er mit silbrigen Haaren bedeckt, die zur Reife abfallen. Der Zapfen verfärbt sich dann gelblich braun.
Die Schuppen (= Microsporophylle) sind zylindrisch um die Zapfenachse angeordnet. Ihre Form ist dreieckig bis rhomboid. Jedes Microsporophyll bildet etwa 150 Pollensäcke, die in Gruppen von drei bis sechs an der Unterseite angebracht sind. Bei der Reife verlängert sich die Zapfenachse und die Schuppen werden auseinander gehoben und geben die Pollen frei. In der Zapfenachse verlaufen längs zwei bis acht starke Leitbündel, sowie jeweils ein Doppelstrang von auseinanderlaufenden lateralen Leitbündeln, die an der Mittelachse entspringen. Anders als bei allen anderen Palmfarnen, mit Ausnahme von Cycas rumphii, finden sich sekretorische Idioblasten im Parenchym der Sporophylle und nicht ausschließlich in der Epidermis oder in der Hypodermis.
Die Pollen tragen ganz außen einen Glykokalyx, der aus dicht gepackten zylindrischen Einheiten, die 20 bis 150 Nanometer durchmessen, besteht. Sie stehen senkrecht zur Plasmamembran. Darunter liegt das Sporopollenin. Die Keimöffnungen (Aperturen) stehen eher proximal als distal. Am distalen Ende jedes Pollenkorn findet sich eine ungewöhnliche Vertiefung (Pseudosulcus), die einer „fehlgeschlagenen“ distale Apertur ähnelt.
Die weiblichen Zapfen sind ellipsoid bis kegelförmig mit einer abgerundeten Spitze. Wie bei den männlichen Zapfen sind sie in der Jugend mit silbrigen Haaren bedeckt, die zur Reife abfallen. Bei der Reife verfärben sie sich nach dunkelgrün. Die Zapfen werden etwa 18 Zentimeter lang und erreichen einen Durchmesser von etwa 8 Zentimetern. Wie die männlichen Microsporophylle sind die weiblichen Megasporophylle zylindrisch um die Zapfenachse angeordnet. Ihre Spitzen bilden aber sechs vertikale Linien.
Die Samenanlagen entstehen an der Basis des Megasporophylls und erreichen eine Größe von 35 × 25 Millimetern. Wenn der Zapfen reif ist, trennen sich die Megasporophylle voneinander. Die Mikropyle scheidet einen Flüssigkeitstropfen aus, der den Pollen beim Eintrocknen kapillar zum Embryosack zieht. Nach dem Reifen der Samen lösen sich die weiblichen Zapfen auf und die Samen fallen zu Boden. Sie bestehen aus einem harten, dunkelroten Teil, der von einer fleischigen, purpurnen Samenschale umgeben ist, die sich später nach braun verfärbt. Sie werden etwa 2 Zentimeter lang und etwa 14 Millimeter breit.

### Chromosomenzahl
Die Chromosomenzahl beträgt 2n = 16.

### Inhaltsstoffe
Die Knolle ist reich an Kohlenhydraten und enthält eine außergewöhnlich hohe Konzentration von Natriumsulfat, was die brechreizende Wirkung erklärt. Die häufigsten Biflavone in den Blättern sind Amentoflavon und Bilobetin.

## Verbreitung

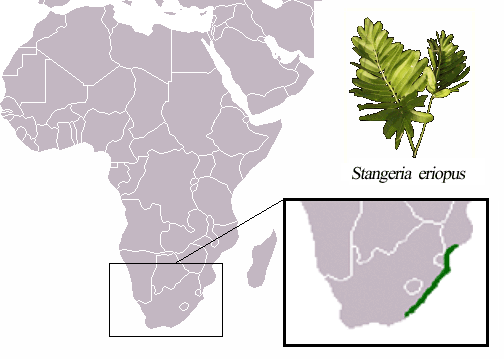
Verbreitungsgebiet von Stangeria eriopus

Stangeria eriopus ist endemisch in einem schmalen, etwa 800 Kilometer langen, Streifen an der Ostküste Südafrikas und dem südlichen Mosambik. Die Westgrenze des Verbreitungsgebietes liegt etwa bei Banjul im Distrikt Sarah Baartman. Das Gebiet reicht bis etwa 50 Kilometer ins Binnenland und nähert sich dem Ozean bis auf zwei Kilometer.
Die Art verfügt über eine geringe Salztoleranz – findet sich jedoch zuweilen auf Wiesen nahe der Küstendünen, wo die Pflanzen vor Salzwasser geschützt sind. Sie wächst auf vollsonnigen Wiesen ebenso wie in schattigen Küstenwäldern. Sandiger, leicht saurer Boden wird bevorzugt, an der nördlichen Grenze des Verbreitungsgebietes wächst Stangeria eriopus auch auf Lehm und sehr steinigen Böden.

### Gefährdung
Die International Union for Conservation of Nature and Natural Resources (IUCN) stuft Stangeria eriopus auf ihrer Roten Liste als: „Near Threatened“ ein. Die Art ist vor allem durch die Zerstörung ihres Lebensraumes und durch Ausgraben der Pflanzen bedroht.
Eine weitere mögliche Bedrohung der Art ist die Deckelschildlaus (Diaspididae) Aulacaspis yasumatsui. Das Insekt stammt ursprünglich aus Thailand und befällt dort Palmfarne. Der Schädling wurde inzwischen in Florida, auf Hawaii sowie in Hong Kong und auf die Kaimaninseln eingeschleppt, wo er große Schäden an Palmfarnen anrichtet. Würde die Art nach Südafrika kommen, könnte sie in kurzer Zeit die Stangeria-Population drastisch reduzieren oder sogar vernichten.
Stangeria eriopus wird außerdem von dem Pilz Guignardia mangiferae befallen, der an Zitrusfrüchten große Schäden anrichtet, hier jedoch ohne Symptome bleibt. Die Larven des Schmetterlings Callioratis millari ernähren sich von den Blättern der Art.
Es ist möglich, Klone von Stangeria eriopus aus Wurzelteilen zu erzeugen. Es ist die erste Palmfarnart, die über Gewebekultur vermehrt werden konnte. Dies vereinfacht die Konservierung der Art erheblich.

## Geschichte
Als Gustav Kunze die ersten Pflanzen entdeckte, bestimmte er sie falsch als Farn und nannte sie Lomaria coriacea. 1839 beschrieb er sie dann doch als eigene Art, allerdings als Farn Lomaria eriopus. Wahrscheinlich ließ er sich durch die primitive Nervatur täuschen. Erst 1851 entdeckte William Stanger, dass es sich um Palmfarne handelte, als er die Zapfen fand. Er schickte Proben nach England, wo Thomas Moore die Art 1853 als Stangeria paradoxa beschrieb und damit auch die Gattung begründete. Da das Epitheton eriopus von Kunze jedoch gültig beschrieben wurde, stellte Henri Ernest Baillon mit seiner Beschreibung 1892 den korrekten Namen Stangeria eriopus her.

### Etymologie
Der Gattungsname wurde zu Ehren von William Stanger (1811–1854) gewählt, der die ersten Zapfen nach England schickte. Er war ein englischer Arzt und Naturforscher, der in Südafrika tätig war. Nach ihm wurde auch die Stadt Stanger in KwaZulu-Natal benannt, die heute KwaDukuza heißt.
Das Art-Epitheton setzt sich aus den altgriechischen Substantiven έριον (érion, „Wolle“) und πούς (pous, „Fuß“) zusammen. Er reflektiert die wollige Basis der Blattstiele.

## Systematik
Nächster Verwandter zu Stangeria eriopus ist die Gattung Bowenia, mit der zusammen sie die Familie der Stangeriaceae bildet. Dies zeigen morphologische Untersuchungen und Analysen des Gehalts an Biflavonen in den Blättern. Etwa gleich nah verwandt war die im Tertiär ausgestorbene Gattung Eostangeria. Aus dieser Gattung wurde aus fossilen Überresten die Art Eostangeria pseudopteris beschrieben.
Molekulargenetische Untersuchungen zeigen jedoch, dass die Stangeria näher mit der Gattung Ceratozamia als mit den Bowenia oder Microcycas verwandt sind, woraus die Paraphylie der Familie Stangeriaceae folgen würde.

## Verwendung
In der traditionellen Medizin wird vor allem der verdickte unterirdische Knollenstamm verwendet. Er dient sowohl zur Herstellung verschiedener magischer Tinkturen als auch als Emetikum. In der Veterinärmedizin wird die getrocknete Knolle unter das Viehfutter gemischt um innere Parasiten zu bekämpfen.
Zu diesen Zwecken werden die Pflanzen gesammelt und verkauft, dies geht so weit, dass der Bestand inzwischen gefährdet ist. Für ein Gramm der Knolle wurden 2005 auf dem Markt in Mthala 5 Cents bezahlt.